# ブレイヴ (ジェニファー・ロペスのアルバム)
『ブレイヴ』（Brave）は、ジェニファー・ロペスの6枚目のアルバム。タイトルは同名の曲に由来。

## 概要
- 初回特典にはオリジナルステッカーが封入されている。

## 収録曲
1. ステイ・トゥギャザー
2. フォーエヴァー
3. ホールド・イット ドント・ドロップ・イット
タバレスの「イット・オンリー・テイクス・ア・ミニット」をサンプリング。
4. ドゥ・イット・ウェル
ライアン"アライアス"テッダー（ヒラリー・ダフ、ティンバランド）がプロデュース。
5. ガッタ・ビー・ゼア
6. ネヴァー・ゴナ・ギヴ・アップ
7. マイル・イン・ディーズ・シューズ
8. ザ・ウェイ・イト・イズ
9. ビー・マイン
10. アイ・ニード・ラブ
11. ロング・ホウェン・ユア・ゴーン
12. ブレイヴ
13. ドゥ・イット・ウェル feat.リュダクリス(BONUS TRACK)